# Namyang

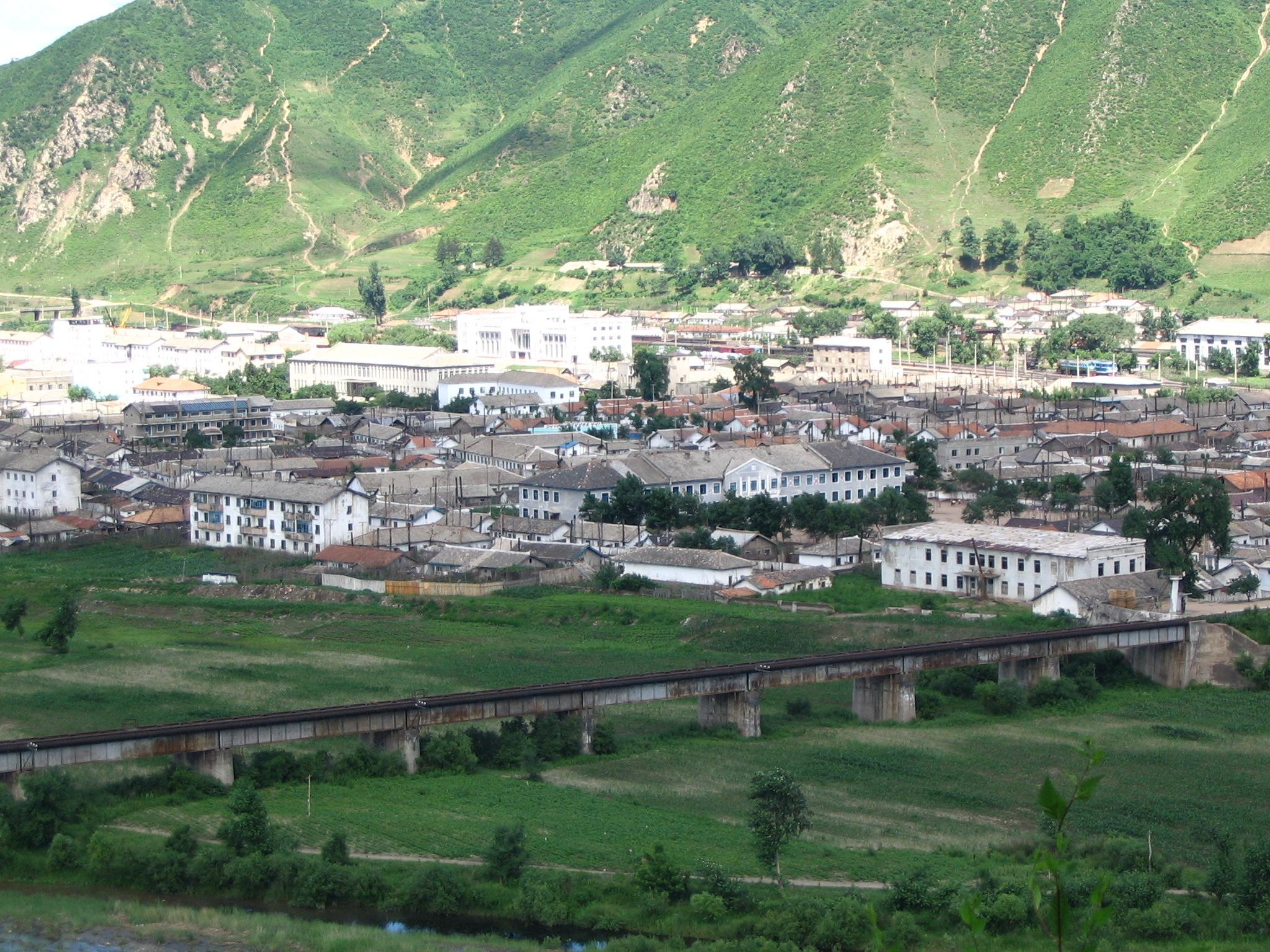
Namyang et le fleuve Tumen vus depuis la Chine

La ville de Namyang (남양) est une communauté de travailleurs ("Rodongjagu") située à l'extrême-nord de la Corée du Nord dans l'arrondissement d´Onsong, province du Hamgyong du Nord. Située au bord du fleuve Tumen à une altitude de 39 mètres, elle fait face à la ville chinoise de Tumen. Sa population est estimée à 65 956 habitants. Elle est reliée avec la ville de Tumen par un pont ouvert pour les trains de marchandises. Avec la ville de Sinuiju, c'est l'un des rares points de passage vers la Chine.